# سیرل گرنت
سیرل گرنت (انگلیسی: Cyril Grant; ۱۰ ژوئیهٔ ۱۹۲۰ – ۲۰۰۲ (۸۱−۸۲ سال)) فوتبالیست اهل بریتانیا بود.
از باشگاه‌هایی که در آن بازی کرده‌است می‌توان به باشگاه فوتبال آرسنال، باشگاه فوتبال فولام، باشگاه فوتبال لینکولن سیتی، و باشگاه فوتبال ساوتند یونایتد اشاره کرد.